# الممالك في إفريقيا قبل الاستعمار

دول ما قبل الاستعمار

كان هناك عدد من الممالك الإفريقية قبل الاستعمار بمساحات مختلفة ونفوذ متنوع:
- إمبراطوريات العصر الحديدي في شمال إفريقيا
- الإمبراطوريات الإسلامية في العصور الوسطى (من القرن الثامن إلى القرن الثالث عشر) (الخلافة) في شمال إفريقيا والقرن الإفريقي

الولايات الصومالية
- الوسطى والحديثة.
- الممالك الساحلية في العصور الوسطى
- الإمبراطورية الإثيوبية هي إمبراطورية لها مكانتها واستمر وجودها من القرن الثالث عشر إلى القرن العشرين.
- إمبراطوريات الفترة من القرن الخامس عشر إلى القرن التاسع عشر.
  - السلطنات الإسلامية في السودان والقرن الإفريقي
  - ممالك غرب إفريقيا التي أعقبت الممالك الساحلية
  - ممالك وسط وجنوب إفريقيا مثل مملكة الكونغو ومملكة موتابا (Mutapa Empire).

## المقارنة
ناقش فانسينا (Vansina) موضوع تصنيف ممالك إفريقيا جنوب الصحراء في عام 1962 ومعظمها في وسط وجنوب وشرق إفريقيا، وذكر بعض البيانات الإضافية عن ممالك غرب إفريقيا (الساحلية) بتقسيمها إلى خمسة أنواع من خلال تراجع مركزية السلطة:
1. الممالك الاستبدادية: ممالك يكون فيها للملك سيطرة مباشرة على الشئون الداخلية والخارجية. ومن الأمثلة على ذلك: رواندا وأنكوريا وسوجا والكونغو في القرن السادس عشر
2. الممالك الملكية: ممالك يكون فيها للملك سيطرة مباشرة على الشأن الخارجي، أما الشأن الداخلي فتسيطر عليه منظومة من المراقبين. وينتمي الملك وولاته لنفس العائلة أو النسل.
3. الممالك التوحيدية: ممالك يكون للملك فيها سيطرة على الشأن الخارجي فقط دون أي صلة ثابتة إدارية بينه وبين ولاة الأقاليم. وقد تُرك الرؤساء الوراثيون للأقاليم كما هم بعد الغزو. ومن الأمثلة على ذلك: باميليكي ولوندا ولوبا ولوزي.
4. الممالك الأرستقراطية: حيث تكون الصلة الوحيدة بين السلطة المركزية والأقاليم هي دفع الجزية. وهذه الممالك هي وسيط شكلي بين الممالك والاتحادات الملكية. وهذا النوع شائع إلى حد ما في إفريقيا، ومن أمثلة ذلك مملكة الكونغو في القرن السابع عشر وولايات كازيمبي ولوابولا وكوبا ونجوند وملانج وها وزنزا وشاجا في القرن الثامن عشر.
5. الاتحادات الفيدرالية مثل اتحاد الأشانتي. وهي ممالك يقوم فيها على إدارة الشأن الخارجي مجلس للحكماء يرأسه الملك الذي يكون مجرد العضو البارز بين نظراء.

لا تنطوي الإمبراطوريات الإسلامية في شمال وشمال شرق إفريقيا تحت إطار هذا التصنيف وينبغي دراستها بوصفها جزءًا من العالم الإسلامي.

## قائمة الممالك الإفريقية
البلاد المذكورة أدناه هي إمبراطوريات معروفة في عصر ما قبل الاستعمار في القارة الإفريقية ومعها عواصم كل إمبراطورية.

### شمال إفريقيا

#### شمال إفريقيا في العصر القديم

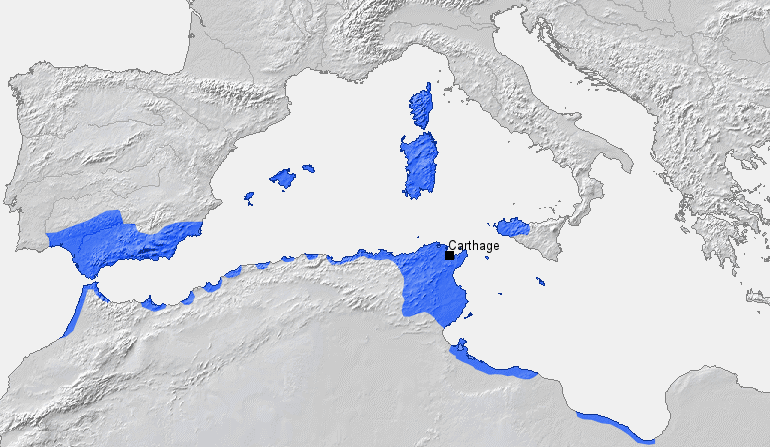
قرطاج القديمة والبلدان التابعة لها سنة 264 قبل الميلاد.

إمبراطوريات شمال إفريقيا في فترة ما قبل الإسلام.
- الإمبراطورية المصرية (3100 قبل الميلاد– 870 قبل الميلاد)
- قرطاج القديمة (575 قبل الميلاد– 146 قبل الميلاد)
- الإمبراطورية الكوشية (780 قبل الميلاد– 656 قبل الميلاد)

#### الإمبراطوريات الإسلامية
خضعت شمال إفريقيا بكاملها لحكم الإمبراطوريات الإسلامية المتتالية في أعقاب الفتوحات الإسلامية في القرن الثامن.
- الخلافة الأموية (661 - 750)

- الخلافة العباسية(750 - 1517)

- خلافة قرطبة (756 – 1031)
- الأدارسة (789 - 974)
- الخلافة الفاطمية (910 - 1171)

- المغراويون (987 - 1070)
- خلافة المرابطين (1061–1147)

- خلافة الموحدين (1121-1269)

- السلطنة الأيوبية (1171–1254)
- المرينيون (1195–1465)

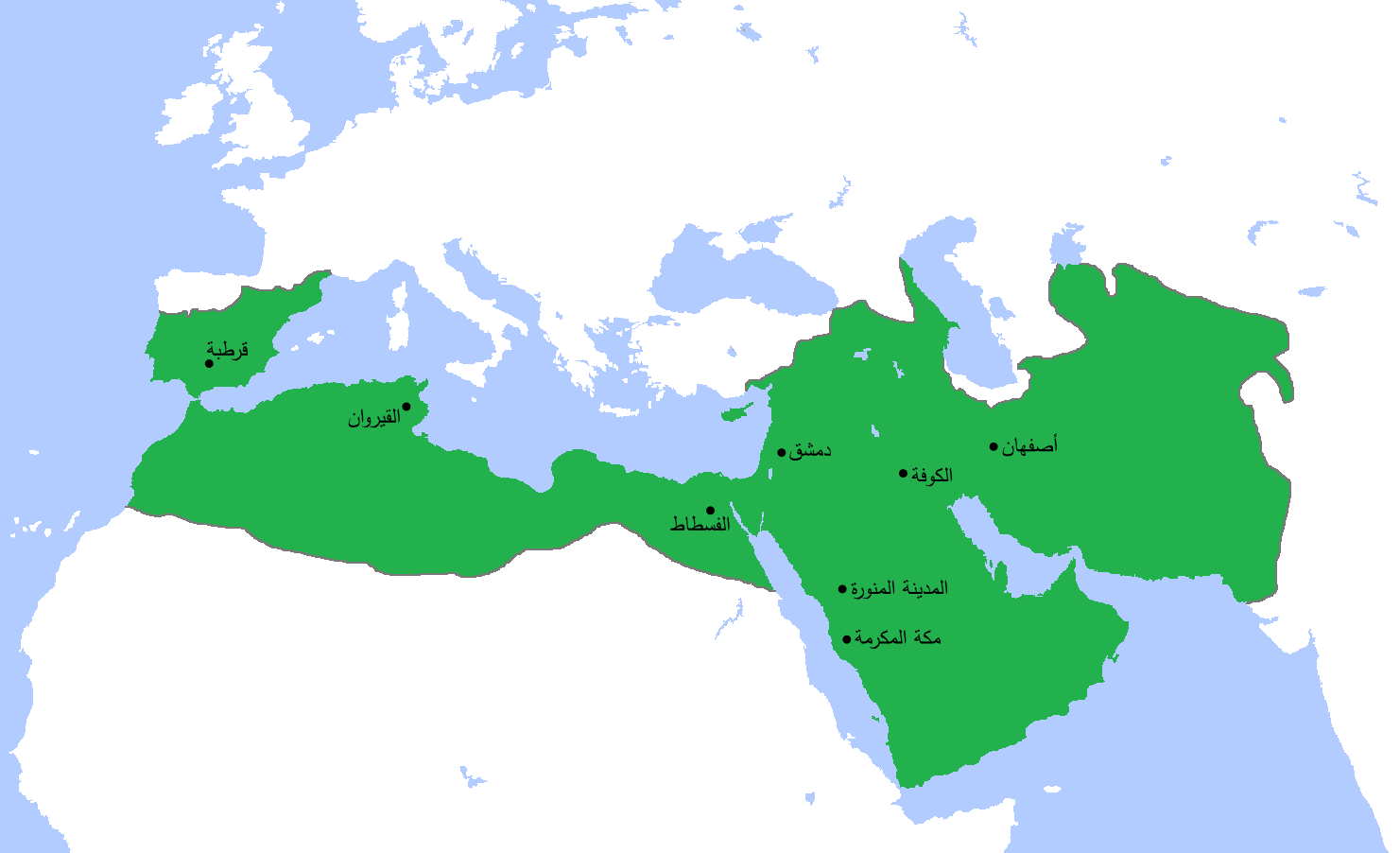
الإمبراطوريةالأموية في أقصى امتدادها

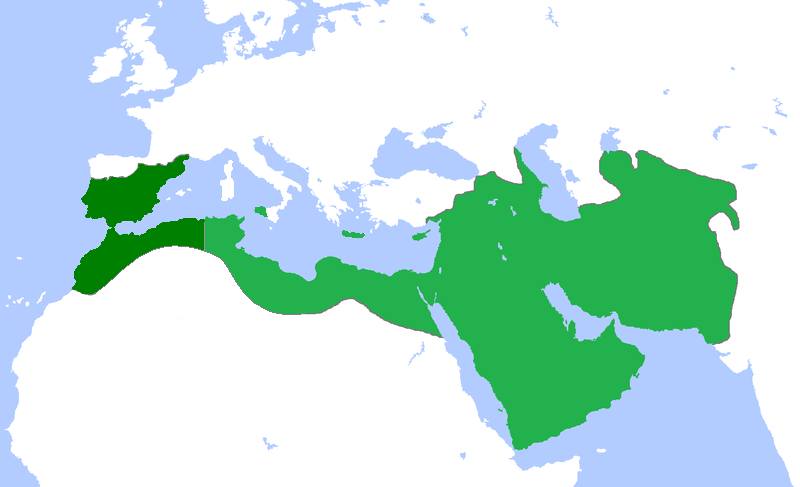
الإمبراطورية العباسية في أقصى امتدادها

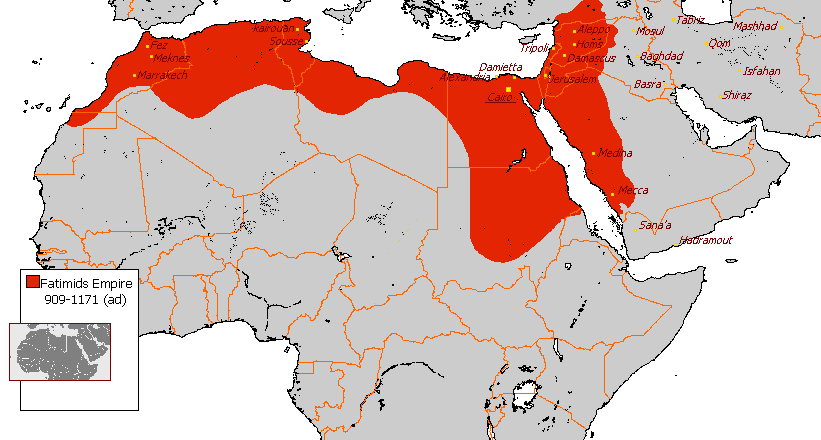
الإمبراطورية الفاطمية بامتدادها الواسع.

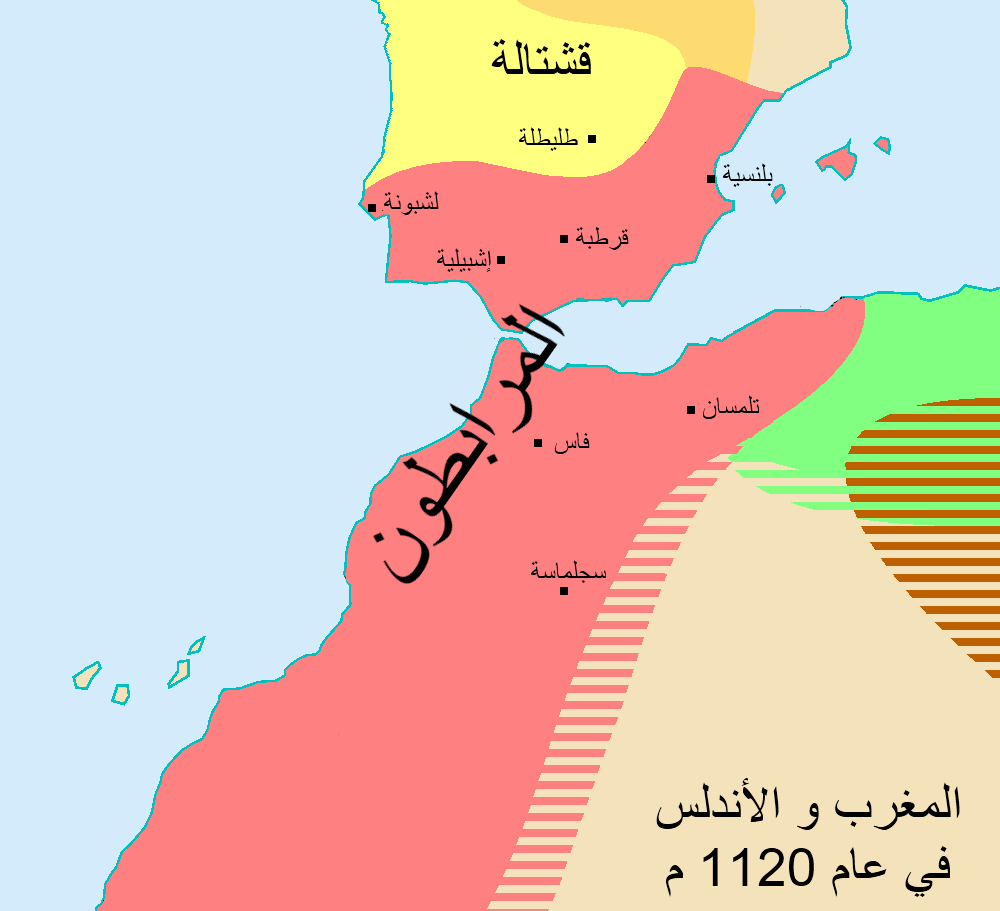
المرابطون في أقصى امتداد

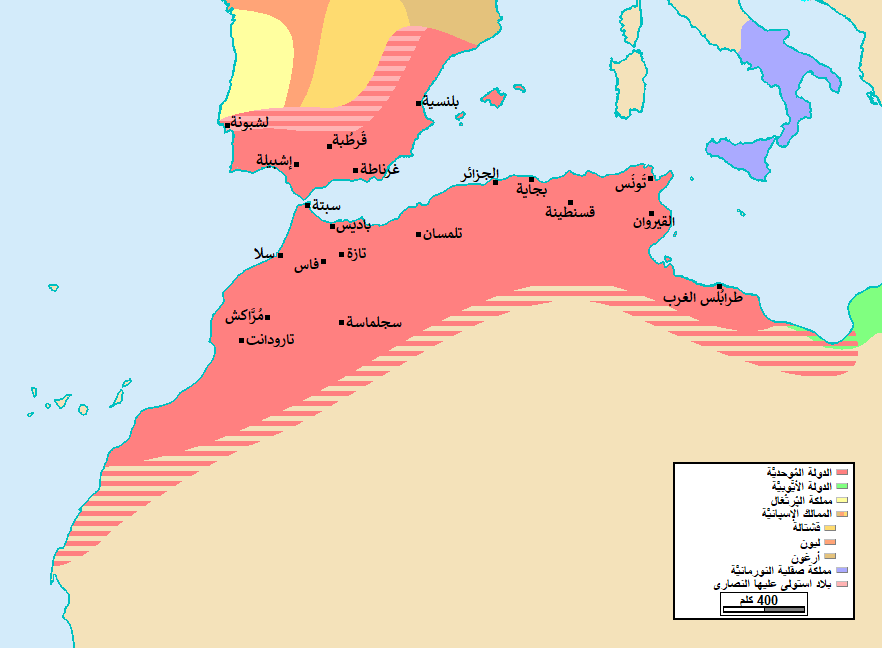
الموحدون في أقصى امتداد

- الإمبراطورية العثمانية (1299 - 1923)

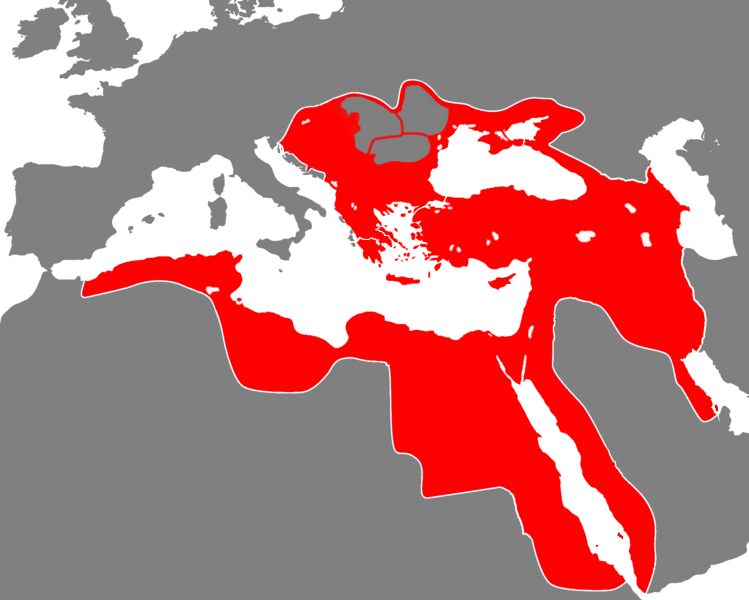
الإمبراطورية العثمانية في أقصى امتداد

- الوطاسيون (1420 - 1554)
- السعديون (1554 - 1554)
- العلويون (1666 - إلى الآن)

### شمال شرق إفريقيا
- مملكة أسكوم (50–937)
- [إمبراطورية إثيوبيا] (1137-1974)
  - مملكة زاجوي (1137 - 1554)
  - مملكة السليمانيين (1270 - 1554)
- سلطنة إيفات (1285-1415)
- سلطنة ورسنفلي (1298 إلى الآن)

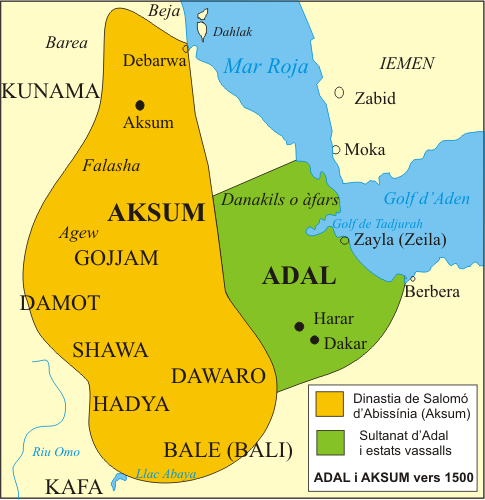
المناطق التابعة لمملكة أسكوم وسلطنة عدل التالية.

- سلطنة أجوران (القرن الرابع عشر–القرن السابع عشر)
- سلطنة عدل (1415 - 1555)
- سلطنة غلدي (أواخر القرن السابع عشر إلى أواخر القرن التاسع عشر)
- سلطنة مجرتين (أواسط القرن الثامن عشر إلى أوائل القرن العشرين)
- مملكة غوما (أوائل القرن التاسع عشر إلى 1886)
- مملكة جيما (1830–1932)
- مملكة جومّا (1840 - 1902)
- سلطنة هوبيو (ثمانينيات القرن التاسع عشر إلى عشرينيات القرن العشرين)
- دولة الدراويش (1896–1920)